# Villalonso
Villalonso ist ein nordspanischer Ort und eine Gemeinde (municipio) mit 79 Einwohnern (Stand: 2024) im Osten der Provinz Zamora der Autonomen Gemeinschaft Kastilien-León.

## Lage
Villalonso liegt etwa 38 Kilometer ostnordöstlich von Zamora in der kastilischen Hochebene in einer Höhe von etwa 720 m. Das Klima im Winter ist durchaus kalt, im Sommer dagegen warm bis heiß; die spärlichen Regenfälle (ca. 433 mm/Jahr) fallen verteilt übers ganze Jahr.

## Bevölkerungsentwicklung
| Jahr      | 1970 | 1981 | 1991 | 2001 | 2011 | 2021 |
| Einwohner | 301  | 228  | 167  | 129  | 82   | 68   |

Der deutliche Bevölkerungsrückgang in der zweiten Hälfte des 20. Jahrhunderts ist im Wesentlichen auf die Mechanisierung der Landwirtschaft und den damit einhergehenden Verlust von Arbeitsplätzen zurückzuführen.

## Sehenswürdigkeiten

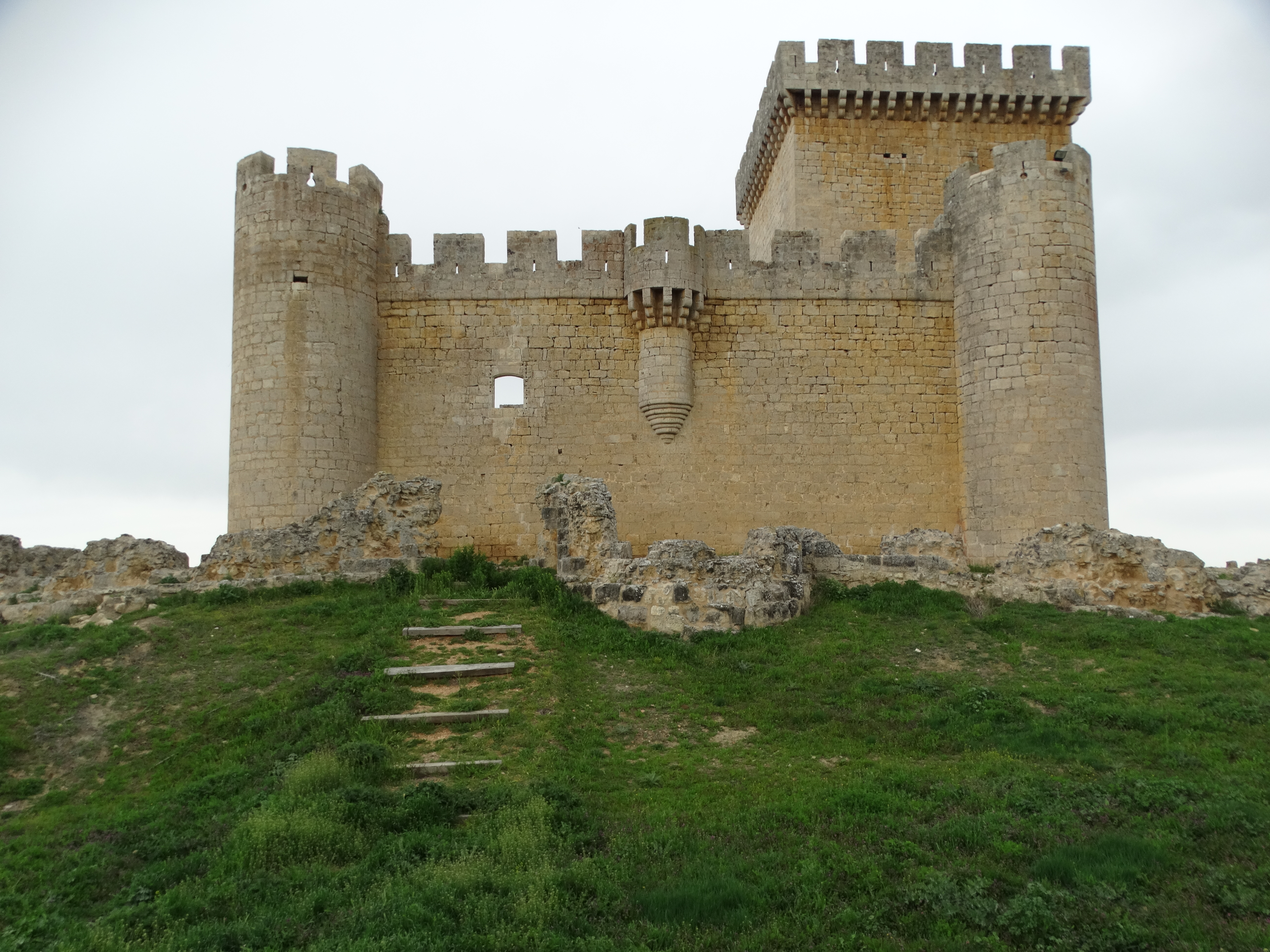
Burganlage
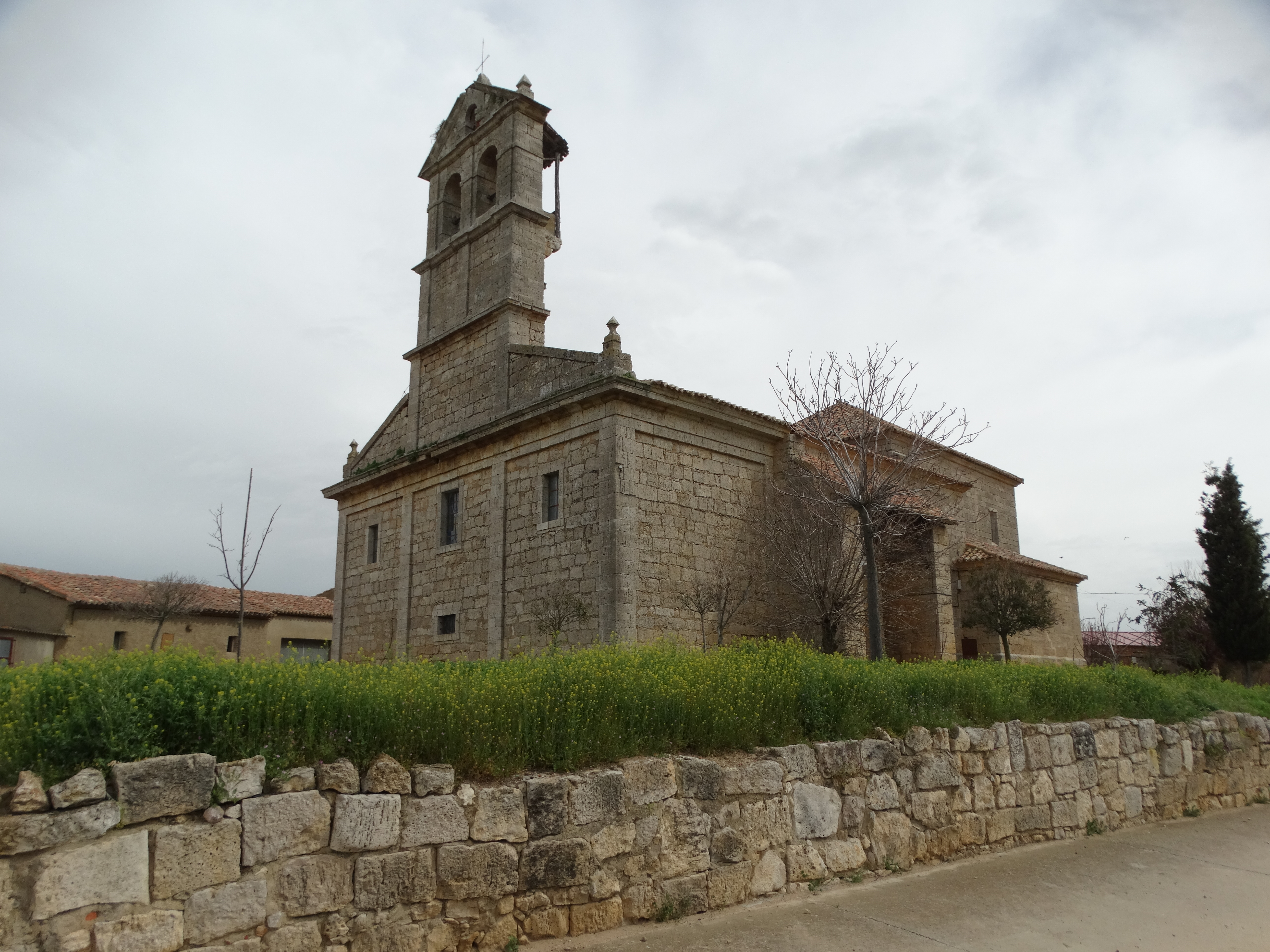
Marienkirche
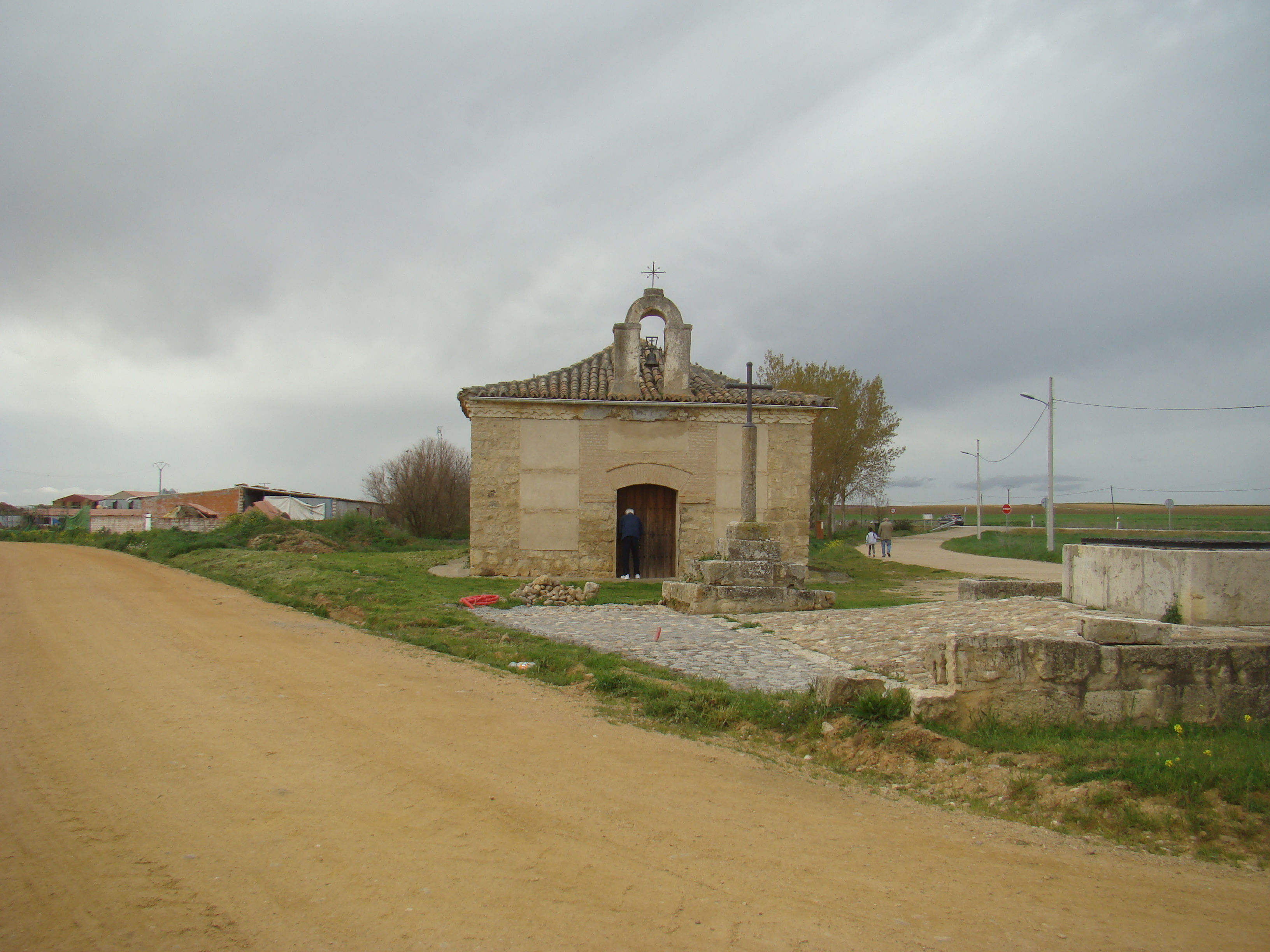
Kreuzkapelle
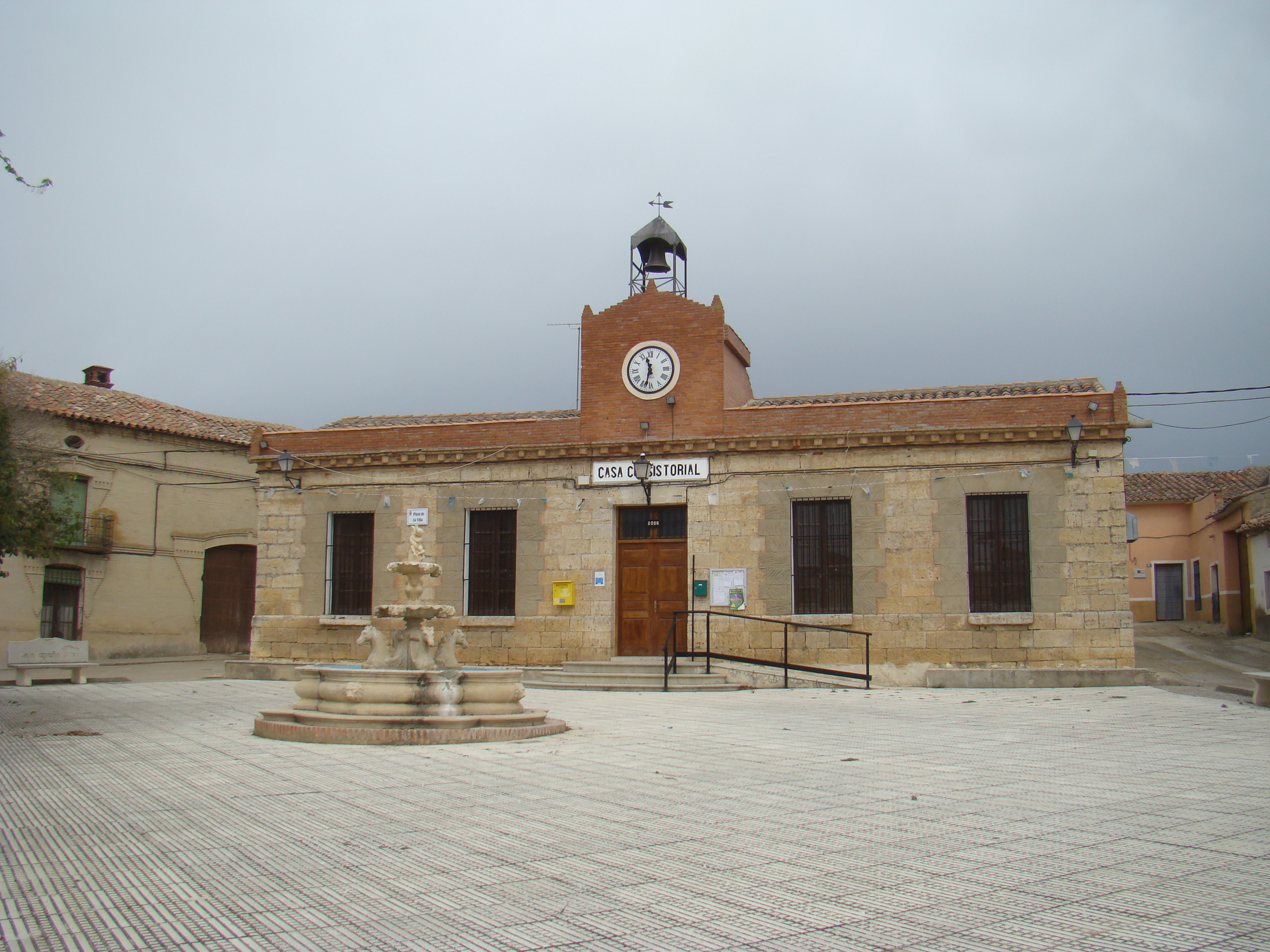
Rathaus

- Burganlage
- Marienkirche
- Kreuzkapelle
- Rathaus